# Boniface Tumuti

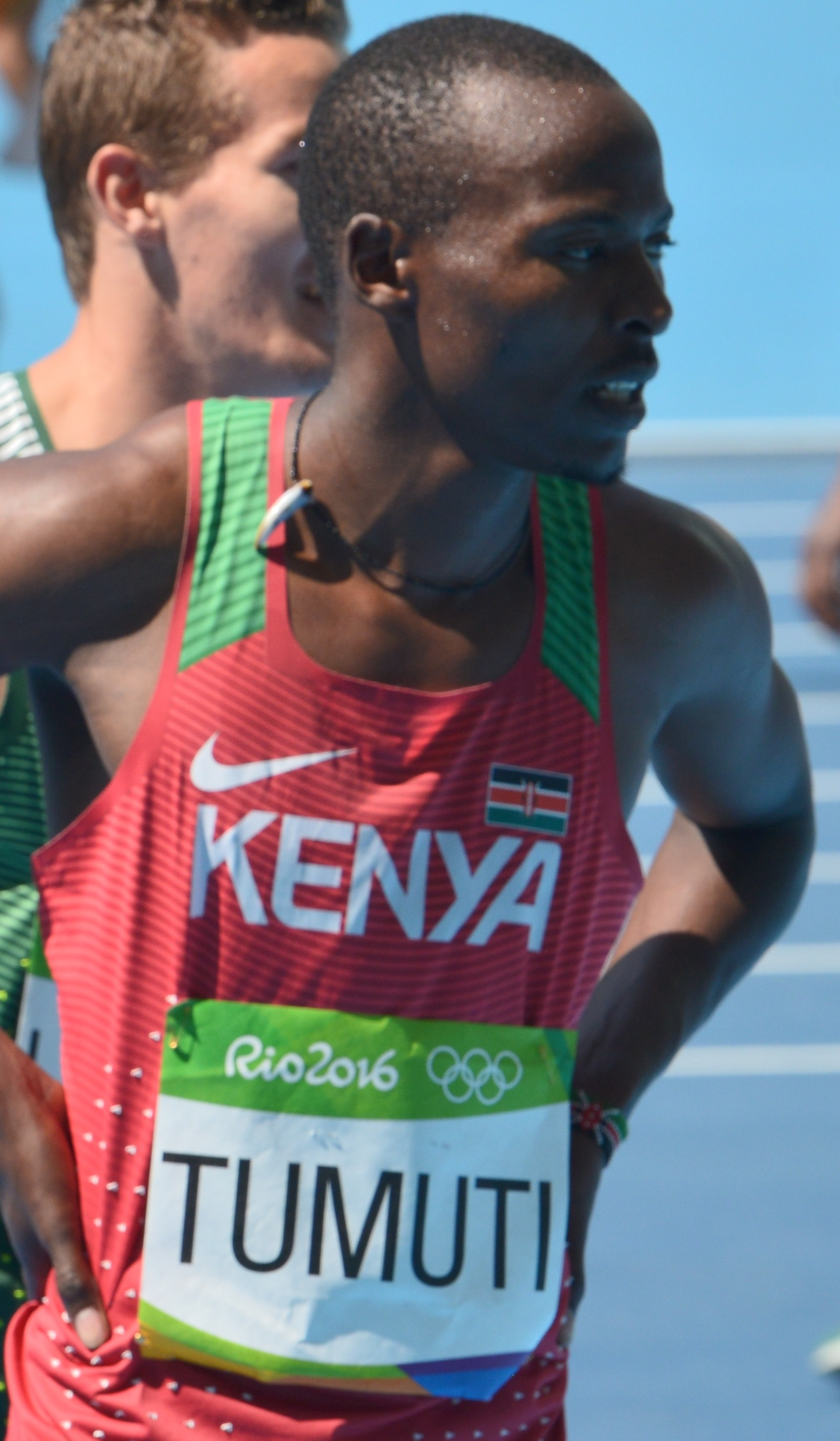
Boniface Mucheru Tumuti bei den Olympischen Spielen 2016

Boniface Mucheru Tumuti (* 2. Mai 1992 im Laikipia District) ist ein kenianischer Hürdenläufer und Sprinter.
2012 gewann er bei den Leichtathletik-Afrikameisterschaften in Porto Novo Bronze über 400 m Hürden und in der 4-mal-400-Meter-Staffel. Bei den Olympischen Spielen in London schied er über 400 m Hürden im Vorlauf aus; im 4-mal-400-Meter-Staffelbewerb wurde er mit der kenianischen Mannschaft im Vorlauf disqualifiziert.
2014 wurde er bei den Commonwealth Games in Glasgow über 400 m Hürden Sechster. Bei den Afrikameisterschaften in Marrakesch holte er über 400 m und in der 4-mal-400-Meter-Staffel Bronze, und beim Leichtathletik-Continentalcup in Marrakesch siegte er mit der afrikanischen 4-mal-400-Meter-Stafette.
Bei den Leichtathletik-Weltmeisterschaften 2015 in Peking wurde er über 400 m Hürden Fünfter.
2016 siegte er bei den Afrikameisterschaften in Durban im 400-Meter-Hürdenlauf und belegte mit der kenianischen 4-mal-400-Meter-Staffel den zweiten Platz. Bei den Olympischen Spielen in Rio de Janeiro gewann er über die Langhürdendistanz die Silbermedaille.

## Persönliche Bestzeiten
- 400 m: 45,07 s, 12. August 2014, Marrakesch
- 400 m Hürden: 47,78 s, 18. August 2016, Rio de Janeiro